# Claudia Mori
Claudia Mori (n. 12 februarie 1944, Roma, Regatul Italiei) este o cântăreață, actriță și producătoare italiană. Este căsătorită cu cântărețul și actorul Adriano Celentano. 

## Biografie
Mori și-a început cariera de actriță în 1959 cu rolul „Cerasella” în filmul musicarello cu titlu omonim, alături de Mario Girotti, alias Terence Hill. La mijlocul anilor '60, a fost recunoscută în Italia de asemenea ca și cântăreață, în mare parte apărând împreună cu soțul ei Adriano Celentano. Un mare succes l-a avut în 1967, prin cântecul compus de Paolo Conte, La coppia più bella del mondo (Cel mai frumos cuplu din lume), care a ocupat primul loc în topurile italiene timp de șase săptămâni. Cunoscută acum ca o cântăreață consacrată și actriță independentă la nivel național și internațional, a câștigat Festivalul Sanremo în 1970 cu melodia Chi non lavora non fa l amore (Cine nu lucrează, nu iubește). Cu piesa „Non succederà più” (Nu se va mai întâmpla) (compozitor: Giancarlo Bigazzi / Claudia Mori) a avut un alt succes internațional în 1982, alături de Adriano Celentano ca și cântăreață de fond; a fost numărul 1 în topul italian timp de patru săptămâni (aprilie 1982). 
Începând cu anii 90, conduce compania de producție „Clan Celentano”   fondată de soțul ei. În 2009 a lansat CD-ul dublu Colecția Claudia Mori. În același an, a fost și membru al juriului pentru ediția italiană a varianta italiană X Factor 3 pe canalul de televiziune public Rai Due. 

## Viața privată
L-a cunoscut pe Adriano Celentano în 1963, în timp ce turnau filmul Un tip ciudat (Uno strano tipo) și s-a căsătorit cu el un an mai târziu. Unul dintre cei trei copii este actrița Rosalinda Celentano (n. 1968).

## Filmografie selectivă

### Actor
- 1959 Cerasella, regia Raffaello Matarazzo
- 1960 Rocco și  frații săi (Rocco e i suoi fratelli), regia Luchino Visconti
- 1960 Il corazziere, regia Camillo Mastrocinque
- 1961 Gli incensurati, regia Francesco Giaculli
- 1962 Sodoma e Gomorra, regia Robert Aldrich
- 1962 La leggenda di Fra Diavolo, regia Leopoldo Savona
- 1962 Le donne, episodio di L'amore difficile, regia Sergio Sollima
- 1963 Ursus nella terra di fuoco, regia Giorgio Simonelli
- 1963 Uno strano tipo, regia Lucio Fulci
- 1963 Il magnifico avventuriero, regia Riccardo Freda
- '1963 'Avventura al motel, regia Renato Polselli
- 1964 Super rapina a Milano, regia Adriano Celentano și Piero Vivarelli
- 1965 Un amore e un addio
- 1971 Er più - Storia d'amore e di coltello, regia Sergio Corbucci
- 1973 Rugantino, regia Pasquale Festa Campanile
- 1973 Emigrantul (L'emigrante), regia Pasquale Festa Campanile
- 1975 Yuppi du, regia Adriano Celentano
- 1976 Culastrisce nobile veneziano, regia Flavio Mogherini
- 1978 Geppo il folle, regia Adriano Celentano
- 1979 Linea di sangue (Bloodline), regia Terence Young
- 1980 La locandiera, regia Paolo Cavara
- 1982 Grand Hotel Excelsior, regia di Castellano și Pipolo
- 1985 Joan Lui - Ma un giorno nel paese arrivo io di lunedì, regia Adriano Celentano

### Producător
- 1998 Treno di panna, regia Andrea De Carlo
- 2002 Padri, regia Riccardo Donna
- 2005 Un anno a primavera, regia Angelo Longoni
- 2005 De Gasperi, l'uomo della speranza
- 2008 Rino Gaetano - Ma il cielo è sempre più blu
- 2008 Einstein
- 2010 C'era una volta la città dei matti...
- 2012 Caruso, la voce dell'amore, regia Stefano Reali
- 2019 Adrian

## Discografie

### Albume

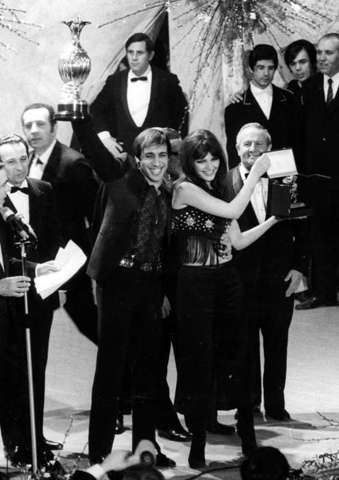
Adriano Celentano și Claudia Mori la Festivalul San Remo 1970

- 1970: Adriano Celentano și Claudia Mori (cu Adriano Celentano)
- 1974: Fuori tempo
- 1976: Come una cenerentola (cu Marcello Mastroianni)
- 1982: Storia d'amore (cu Adriano Celentano) (compilație)
- 1984: Claudia canta Adriano
- 1985: Chiudi la porta
- 2009: Claudia!  Colecția Claudia Mori

### Single
- 1964: Non guardarmi / Quello che ti dico
- 1970: Chi non lavora non fa l amore (cu Adriano Celentano )
- 1970: ... E fu subito amore
- 1974: Che scherzo mi fai
- 1975: Buonasera dottore
- 1976: Come una cenerentola (cu Marcello Mastroianni , din filmul The Untamed Supertype )
- 1977: Hei, Hei ... ... Hei!
- 1979: plătește, plătește, plătește (cu Adriano Celentano )
- 1982: Non succederà mai
- 1983: Il principe
- 1985: Chiudi la porta